# Pnicture

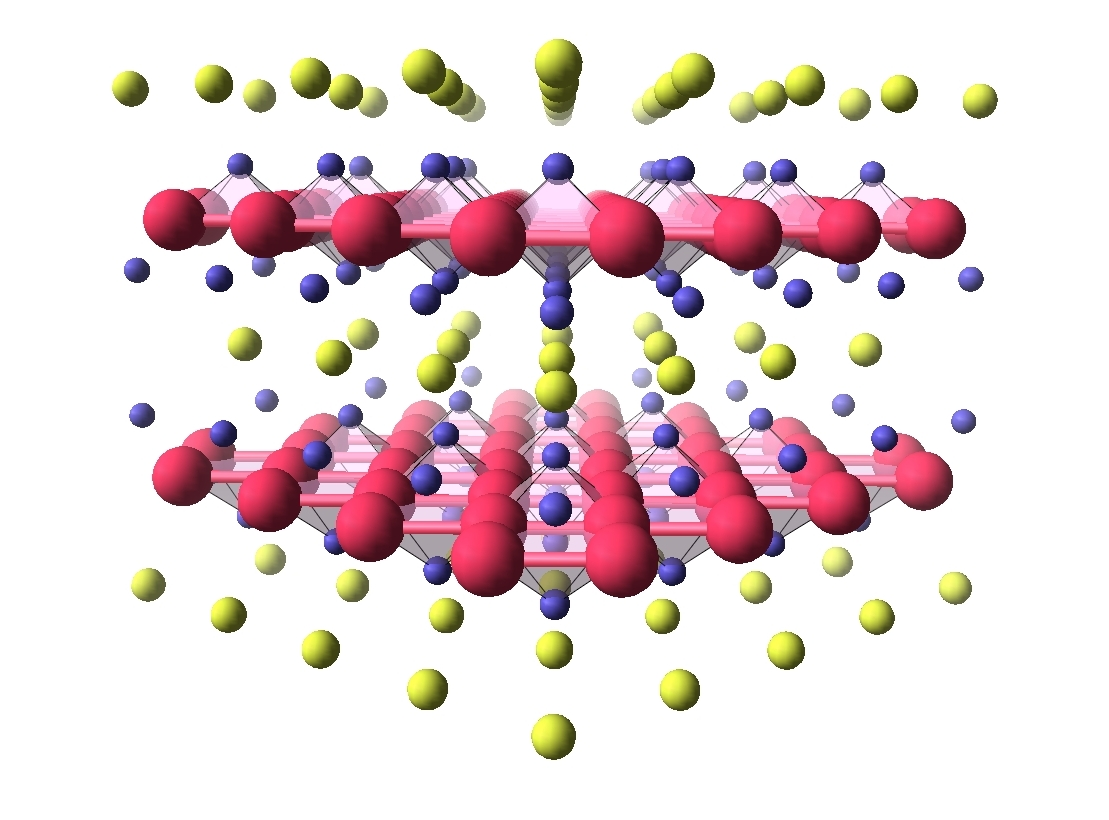
Structure cristallographique.

Un pnicture est un composé chimique basé sur un élément de la famille des pnictogènes, c'est-à-dire un élément de la quinzième colonne du tableau de Mendeleïev (azote N, phosphore P, arsenic As, antimoine Sb, et bismuth Bi).
Les pnictures à base de fer-arsenic forment une famille de matériaux supraconducteurs à base de fer avec des températures critiques relativement élevées (jusqu'à 56 K).